# San Nicola di Trullas

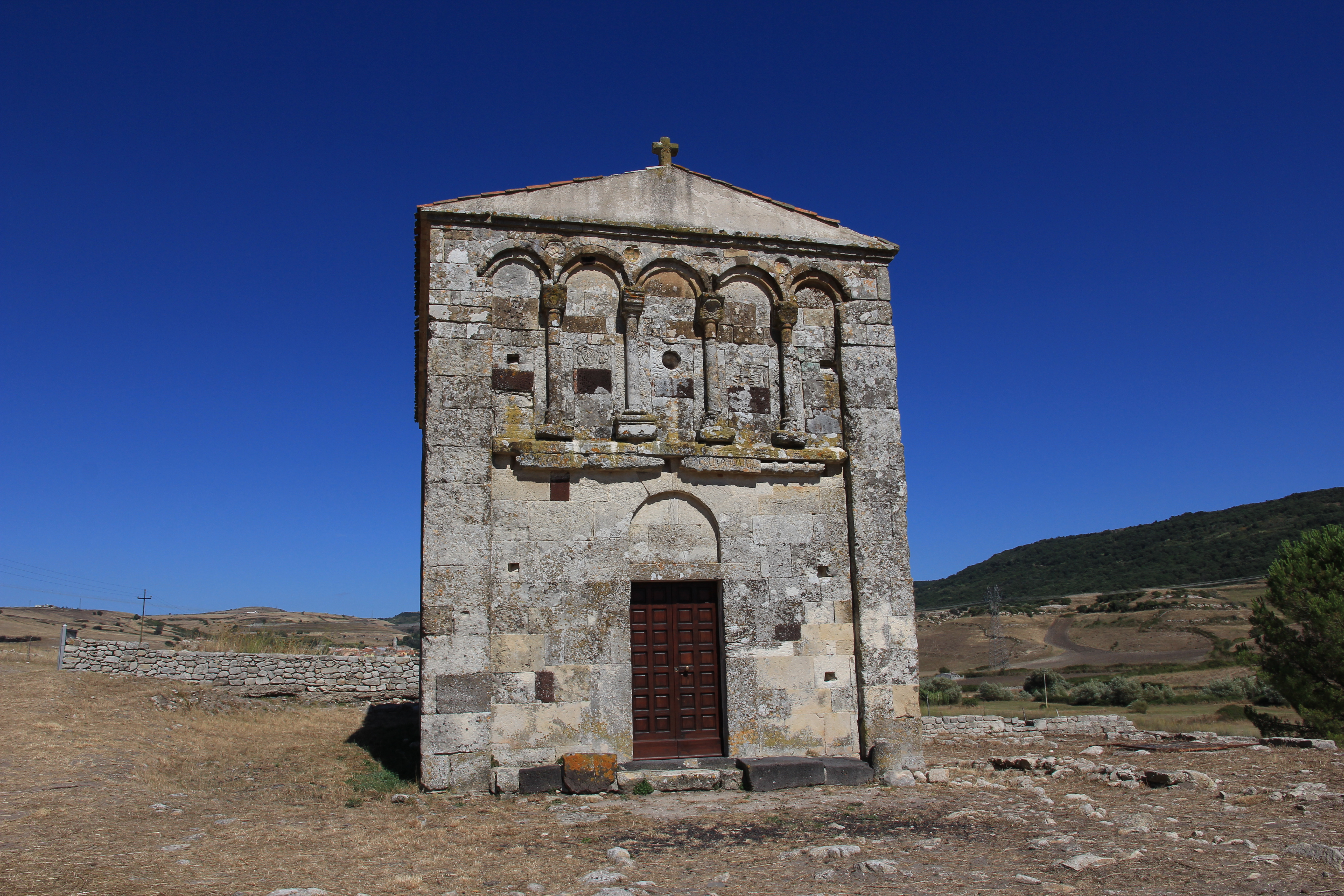
San Nicola di Trullas

Die romanische Kirche San Nicola di Trullas liegt nördlich der Straße von Semestene nach Pozzomaggiore in der Metropolitanstadt Sassari auf Sardinien.

## Geschichte
Der kubische Bau der Kamaldulenser wurde 1114 fertiggestellt und stammt vermutlich vom selben Baumeister wie Santa Maria del Regno in Ardara. Das einschiffige Gebäude mit der hohen Apsis hat ein Kreuzgewölbe und dreifache Lisenen im Innern.
Das archaische Äußere hat tiefe Rundbogenfenster mit abgetrepptem Gewände und einen gestelzten Rundbogen über dem breiten Architrav. Den künstlerischen Rang und die Originalität der Kirche bestätigt der Blendsäulengang im Oberteil der Fassade. Die Portallunette und die Säulen der Blendarkaden sind keine eigenständigen Elemente, sondern grob aus dem Mauerwerk heraustretende, wuchtige Wandpfeiler. Dieses Motiv tritt an den toskanisch-lombardischen Kirchen erst in der 2. Hälfte des 12. Jahrhunderts auf. Im Zierrat des Architravs eines der Südfenster erscheint ein arabisches Element.

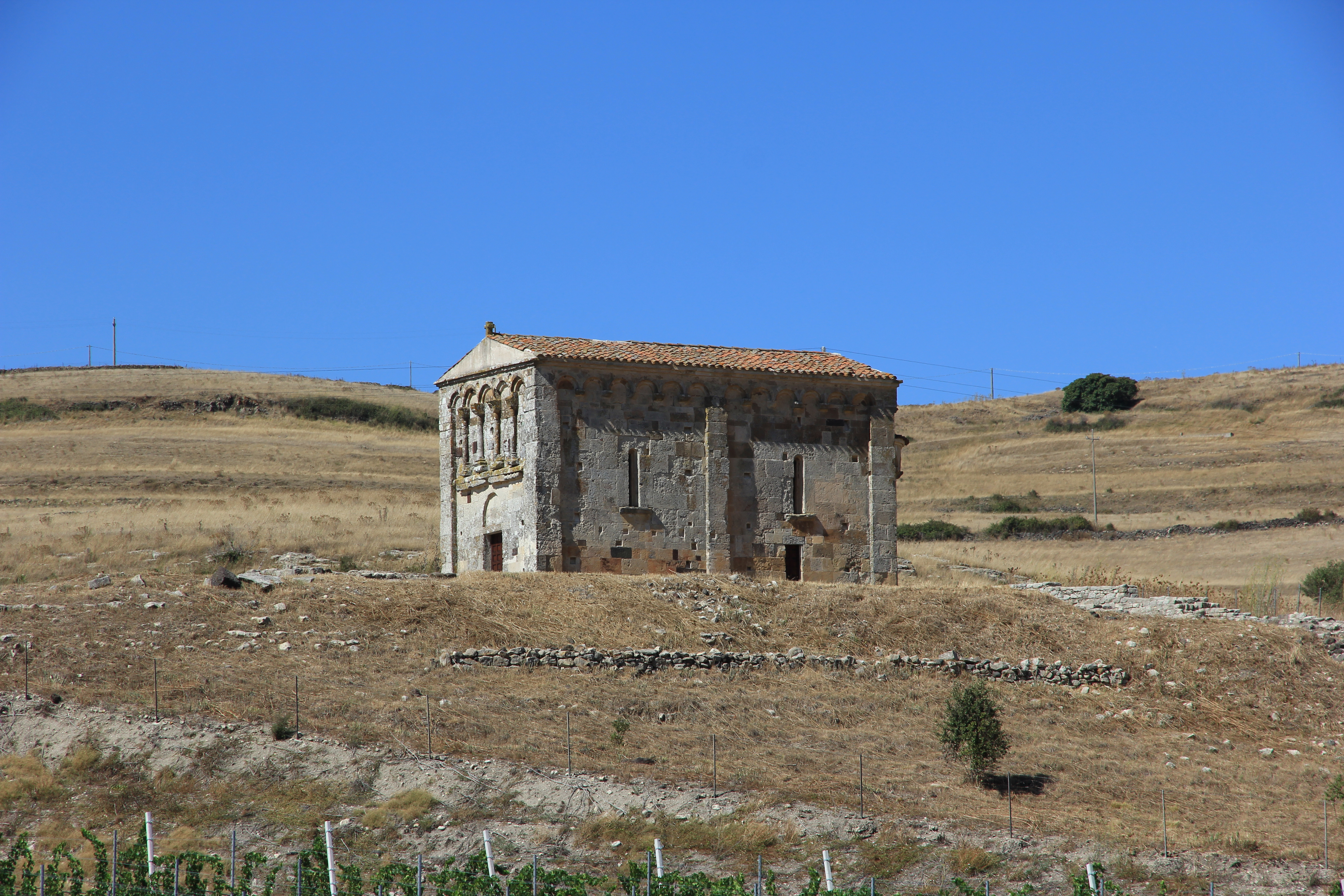
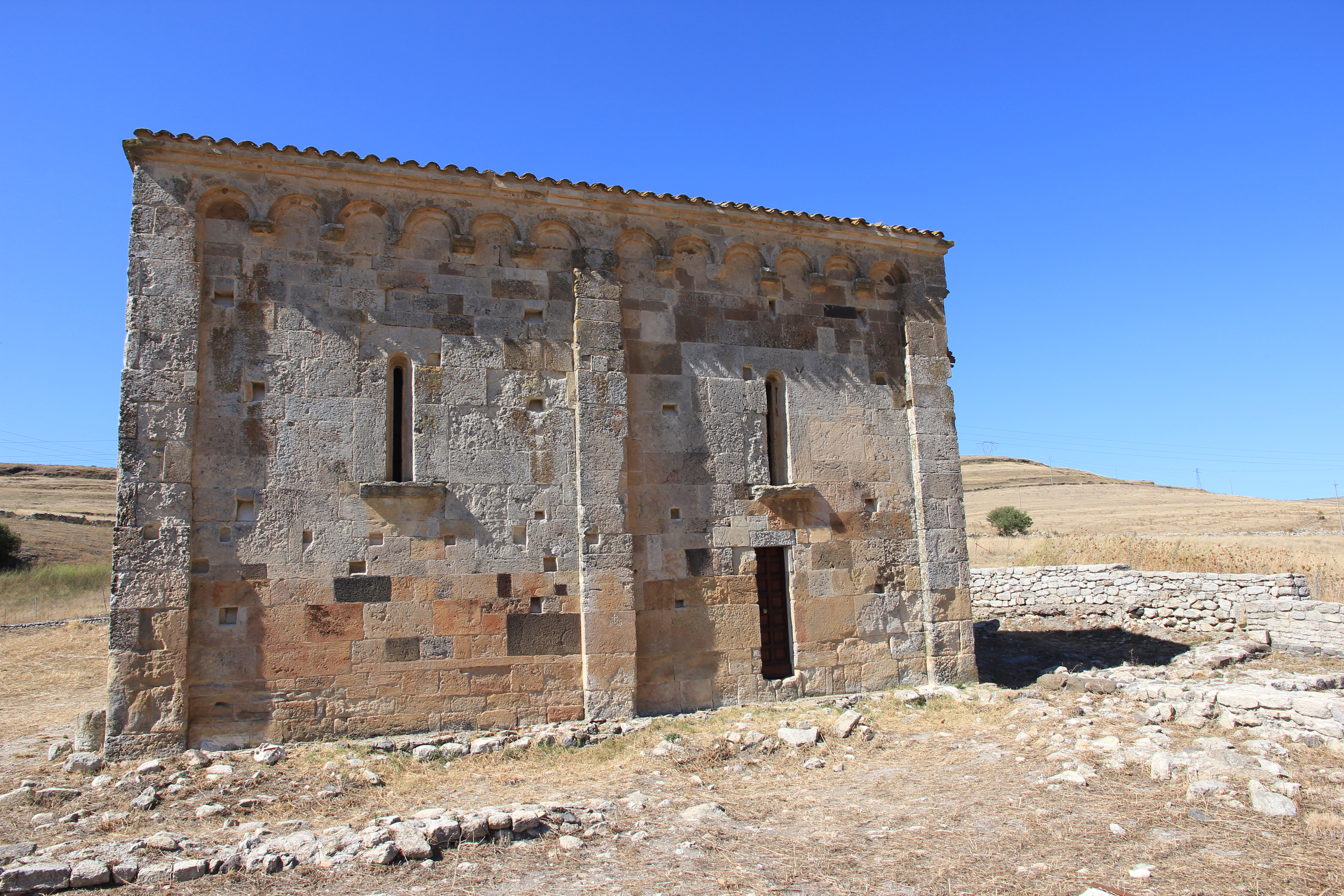
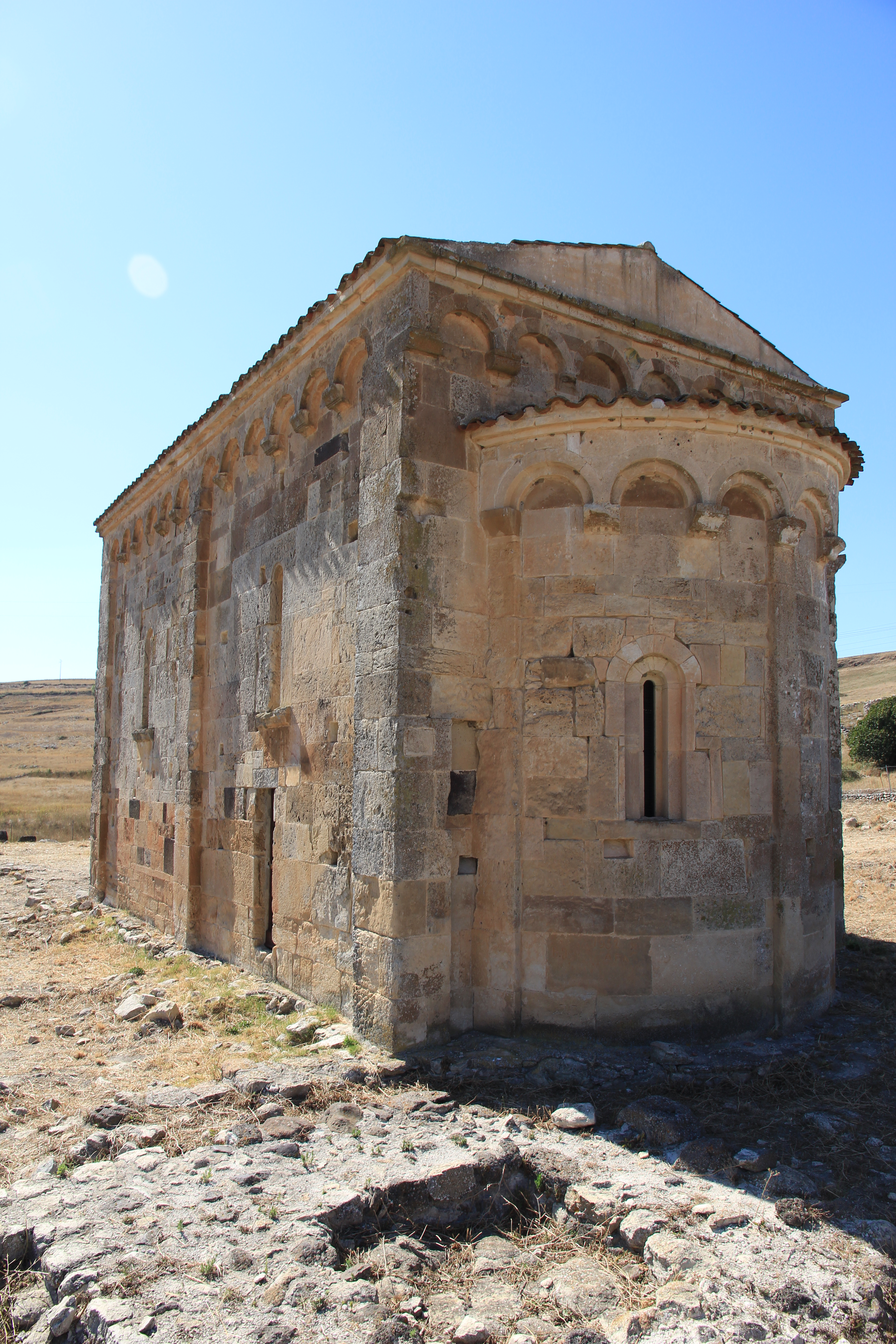
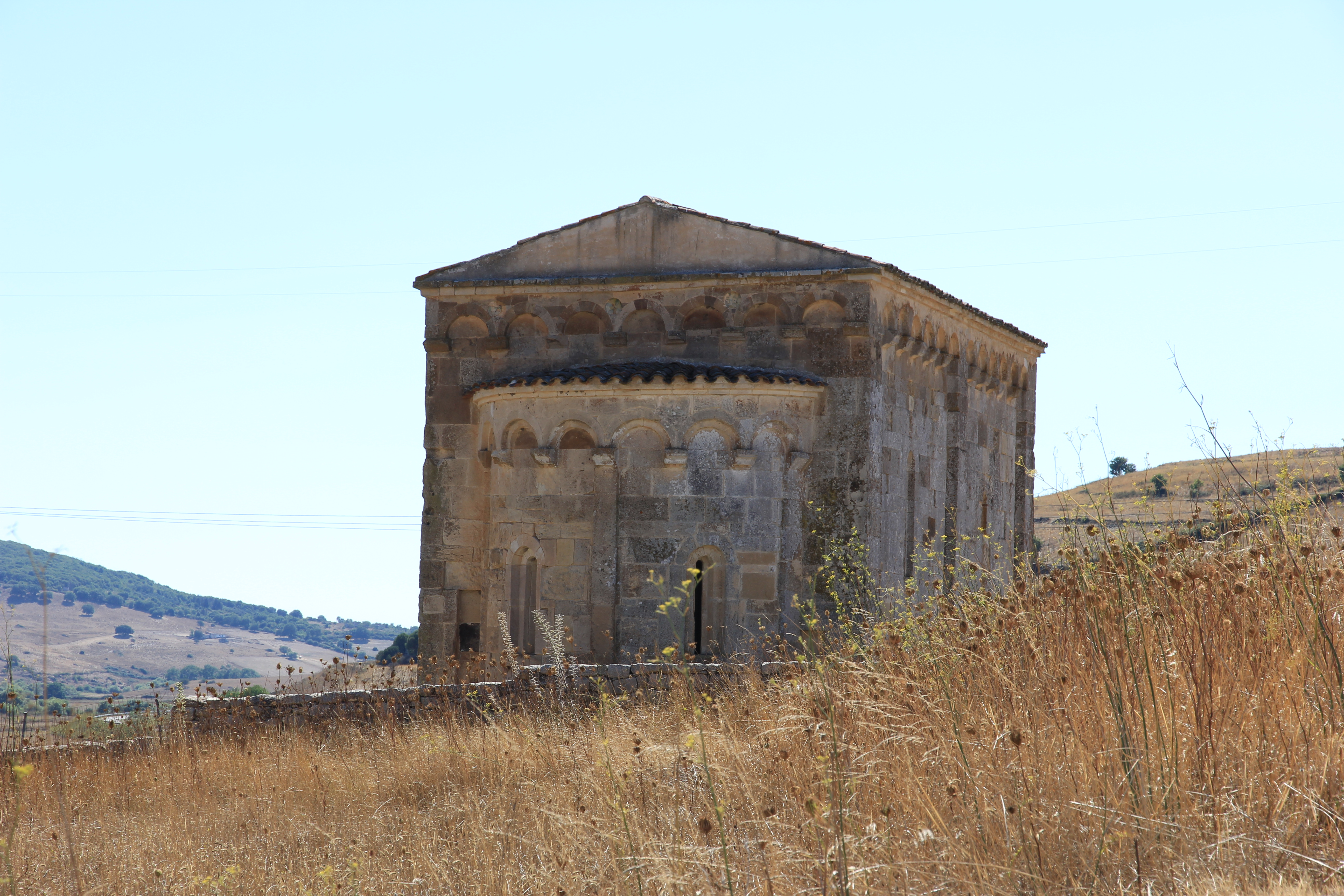